# ۳۱ (میلادی)
۳۱ میلادی  یک سال مشترک بود که از دوشنبه تقویم ژولیانی شروع می‌شد. در آن زمان، این سال به عنوان سال کنسولی تیبریوس و سیجانوس شناخته می‌شد. نامگذاری ۳۱ میلادی برای این سال از اوایل قرون وسطی، زمانی که تقویم آنو دومینی به روش رایج در اروپا برای نامگذاری سال‌ها تبدیل شد، مورد استفاده قرار گرفته است.

## رویدادها
بر اساس مکان
امپراتوری روم
- لوسیوس آلیوس سیجانوس به عنوان کنسول مشترک امپراتور تیبریوس منصوب می‌شود. با این حال، تیبریوس از خیانت سیجانوس آگاه می‌شود و او را دستگیر و اعدام می‌کند.[۱]
- نایویوس سوتوریوس ماکرو پس از اعدام سیجانوس، رهبر گارد پرتورین شد.[۲]

## زادروزها
- گنائوس آریوس آنتونینوس، کنسول روم

- موسونیوس روفوس، فیلسوف رواقی رومی (متوفی 101)

## مرگ‌ها
- آلیوس سیجانوس، سیاست‌مدار رومی (اعدام شده در ۱۸ اکتبر)
- مارکوس ولئیوس پاترکولوس، تاریخنگار رومی (احتمالاً به همراه سجانوس اعدام شد)
- کلودیا لیویا جولیا، خواهرزاده و عروس تیبریوس (متولد ۱۳ پیش از میلاد)[۳]
- نرون جولیوس سزار ژرمنیکوس، نوه و وارث تیبریوس (متولد 6 پس از میلاد)